# Zee News
Zee News è un telegiornale in hindi di proprietà di Essel Group. È associato a molti altri canali di notizie che forniscono copertura in hindi, inglese e diverse altre lingue regionali dell'India. Zee News venne lanciata il 27 agosto 1999, come Zee Sports Ltd. La società fu reintegrata il 27 maggio 2004, come Zee News Ltd. Nel 2013, Zee News Ltd. cambiò il suo nome in Zee Media Corporation Limited. The Zee News channel is the flagship channel of the company.
Il presidente del gruppo è Subhash Chandra, che è un membro del Rajya Sabha sostenuto dal Bharatiya Janata Party. Sudhir Chaudhary è il caporedattore e conduttore dello spettacolo in prima serata sul canale. Zee News è andato incontro a numerose controversie.

## Daily News & Analysis
Il Daily News & Analysisè stato un periodico broadsheet in lingua inglese di proprietà di Zee Media Corporation Limited. Venne lanciato il 30 luglio 2005 e marchiato sotto il programma Daily News & Analysis (DNA) di Zee News. Era diffuso principalmente a Mumbai e interrotto il 9 ottobre 2019 a causa di perdite ricorrenti.